# Monique Punter
Monique Punter (8 juni 1965 – 25 januari 2007) was sinds 2002 hoofdredactrice van het populairwetenschappelijk tijdschrift KIJK. Ze overleed op 41-jarige leeftijd in het ziekenhuis aan de gevolgen van een herseninfarct.
In 2005 won Punter de Furore Eureka-prijs voor beste vrouwelijke prestatie op het terrein van communicatie over kennis en wetenschap naar een breed publiek. Deze prijs werd toegekend door de Nederlandse Organisatie voor Wetenschappelijk Onderzoek (NWO). In 2006 werd ze genomineerd voor de Mercurprijs 'Hoofdredacteur van het Jaar'. Eerder werkte Punter voor Viva.